# Severino Ferrari

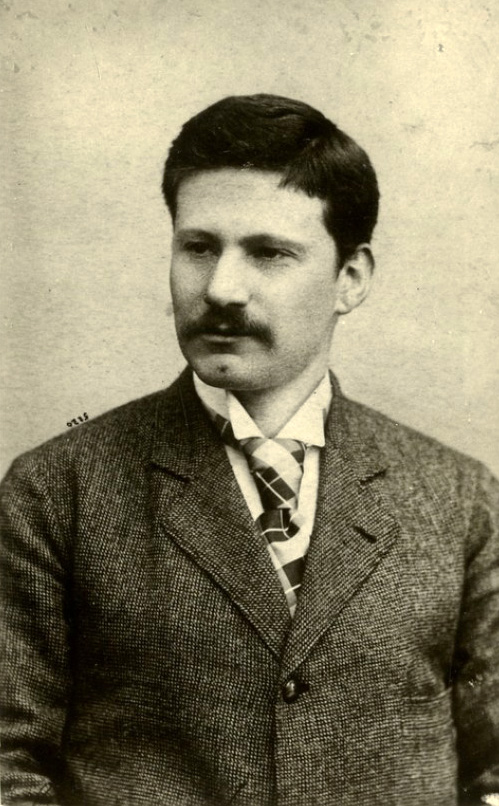
Severino Ferrari

Severino Ferrari (ur. 26 marca 1856 w Molinelli, zm. 24 grudnia 1905 w Pistoi) – włoski poeta i krytyk literacki.
Rodzicami Severina Ferrariego byli lekarz Luigi Ferrari i Giuseppina Sartri. Twórczość Severina nieustannie porównywano z dorobkiem poetyckim jego dozgonnego przyjaciela Giovanniego Pascolego, który jako korepetytor pomagał mu od roku 1873 w nauce łaciny. W roku 1876 Ferrari podjął studia na Uniwersytecie w Bolonii, gdzie poznał swojego mistrza i przyszłego noblistę, Giosuè Carducciego, z którym przygotował wydanie krytyczne Sonetów do Laury Petrarki. W roku 1877 wraz z Giovannim Maradim, Ugo Brillim i kilkoma innymi poetami zaczął wydawać pismo „I nuovi goliardi”, które jednak przestało się ukazywać już po trzech numerach i zostało wznowione dopiero w roku 1881. 
W roku 1884 Ferrari opublikował niewielki utwór Il mago, oparty na poemacie Heinricha Heinego Atta Troll, w którym tytułowy czarodziej z pomocą swoich wiernych psów (zwanych nuovi goliardi – „nowi goliardzi”) dokonuje pogromu groźnych bestii. Pod postacią owych potworów poeta ukazał literackich wrogów Carducciego, do których zaliczali się Luigi Alberti, Giovanni Rizzi i Mario Rapisardi. Rok później ukazał się utwór Bordatini, będący próbą połączenia poezji klasycznej ze swobodną twórczością ludową, co zainspirowało późniejsze eksperymenty językowe Pascolego. Adresatką wielu wierszy Ferrariego była Ida Gini, którą poznał w La Spezia, gdzie pracował jako nauczyciel w liceum, i z którą ożenił się w roku 1886. 
Właśnie Ferrariego wskazał Carducci jako swojego następcę, gdy opuścił katedrę literatury Uniwersytetu Bolońskiego. Jednak postępująca choroba psychiczna poety uniemożliwiła mu objęcie tej funkcji. Ostatecznie stanowisko wykładowcy literatury włoskiej przejął Giovanni Pascoli.

## Utwory poetyckie
- Il mago (Czarodziej), 1884
- Bordatini (Odziani w drelichy), 1885
- Versi (Wiersze), 1892
- Primavera fiorentina (Florentyńska wiosna), 1900